# Chris Verhagen
Chris Verhagen is een Nederlandse psychiater en een reformatorische Youtube-persoonlijkheid onder de naam Christelijke Apologeet.

## Loopbaan
Chris Verhagen studeerde geneeskunde aan de Universiteit van Utrecht en heeft zich nadien gespecialiseerd tot psychiater. Hij werd daarna werkzaam als psychiater bij De Hoop, een evangelische ggz instelling. In 2020 begon hij met het posten van video's op zijn Youtube-kanaal als Christelijke Apologeet. Daar maakte hij naam met zijn (vaak felle) kritiek op agnosten, (theïstisch) evolutionisten en anderszins 'dwaalleraren'. Begin 2025 had hij bijna 18.000 volgers en 2,3 miljoen weergaven. Veelbekeken werd bijvoorbeeld zijn gesprek met de evangelist David de Vos, die stelde dat alle mensen kinderen van God zijn en door God geliefd, waarop Verhagen grote kritiek uitte.

### Overtuigingen
Chris Verhagen is reformatorisch baptist: een in Nederland vrij zeldzame stroming binnen de reformatorische traditie, die vrijwel alle traditionele leerstellingen van het reformatorische christendom onderschrijft, zoals de totale verdorvenheid van de mens, behalve op het gebied van de doop, waarin zij baptistisch zijn en dus de kinderdoop verwerpen.
Verhagen positioneert zichzelf als 'presuppositioneel' apologeet: hij begint met de Bijbel als foutloze en letterlijke openbaring van God, wat hij vervolgens rationeel verdedigt. Hij is daarom ook creationist, zeer kritisch op de wetenschappelijke benadering van de Bijbel en neemt afstand van het theïstisch evolutionisme.